# Fünffingerige Handwühle
Die Fünffingerige Handwühle, auch Fünfgliedrige Handwühle (Bipes biporus) ist ein kleines, eigentümlich aussehendes Reptil aus der Gattung der Handwühlen. Die Fünffingerige Handwühle erinnert an einen großen Regenwurm mit zwei maulwurfartigen Händen, hat keine weiteren Gliedmaßen und kriecht bzw. gräbt sich durch den Sandboden seiner halbwüstenartigen Lebensräume.

## Merkmale
Fünffingerige Handwühlen werden durchschnittlich 19 – 21 cm, maximal bis 24 cm lang. Sie haben einen wurmartigen Körper mit regelmäßigen Querringeln und weisen eine Beschuppung aus kleinen, glatten Hornschildern auf. Körper und Schwanz sind bei Exemplaren, die größer als 15 cm sind, sowohl am Rücken als auch bauchseitig weiß, bei kleineren Individuen blass-rosa gefärbt. Während ihre Hinterbeine zurückgebildet sind, haben sie vorne ein stummelartiges Armpaar mit gut entwickelten und mit längeren Krallen versehenen Händen. Die Anzahl der Finger unterscheidet die Fünffingerige Handwühle von anderen Handwühlen. Allerdings kann auch die Vierfingerige Handwühle in seltenen Fällen fünf Finger aufweisen. Als sicheres Bestimmungsmerkmal gilt dagegen die Anzahl der porenartigen Hautöffnungen vor dem Analspalt (Präanalporen). Bei der Fünffingerigen Handwühle sind es stets nur zwei, bei den beiden anderen Arten der Gattung Bipes jeweils mindestens sechs.  Die Augen sitzen recht weit vorne am stumpf abgerundeten Kopf und sind sehr klein; der Sehsinn ist reduziert. Ohröffnungen sind nicht vorhanden. Die Zunge ist zweispitzig und kann hervorgestreckt werden.

## Lebensweise
Die Fünffingerige Handwühle ist wie alle Vertreter der Gattung Handwühlen an eine grabende Lebensweise angepasst. Die Tiere verbringen die meiste Zeit in selbst gegrabenen Gängen im Boden. Am frühen Morgen halten sie sich in Gängen dicht unter der Erdoberfläche auf. Bei zunehmenden Temperaturen im Verlauf des Tages ziehen sie sich in tiefer liegende Gänge oder in Gänge in schattigen Bereichen zurück. An der Erdoberfläche sind sie nur selten anzutreffen.

### Ernährung
Fünffingerige Handwühlen ernähren sich von Insekten und anderen Wirbellosen, insbesondere von Ameisen und Termiten.

### Fortpflanzung
Fünffingerige Handwühlen sind ovipar. Die Weibchen werden im Alter von etwa 45 Monaten, bei einer Körperlänge von etwa 18,5 cm, geschlechtsreif. Der Fortpflanzungsrhythmus scheint einem zweijährigen Zyklus zu folgen. Ein Gelege umfasst 1–4 (im Durchschnitt 2,15) Eier. Die Eier werden in der Regel im Juli gelegt und die Jungtiere schlüpfen im September mit einer Körperlänge von 9–10 cm.
Bemerkenswert ist die Tatsache, dass bei groß angelegten Zählungen im Verbreitungsgebiet etwa doppelt so viele adulte Weibchen, wie Männchen angetroffen wurden. Ob diese Diskrepanz in der Verteilung der Geschlechter artspezifisch ist, durch eine erhöhte Sterblichkeitsrate männlicher Individuen oder durch einen systematischen Fehler bei der Probenahme verursacht wurde, ist unbekannt.

### Fressfeinde
Über potentielle Fressfeinde der Fünffingerigen Handwühlen ist nur wenig bekannt. Korallenottern, von denen bekannt ist, dass sie Handwühlen fressen, treten im Verbreitungsgebiet der Fünffingerigen Handwühlen nicht auf. Es ist ein einzelner Fall bekannt, bei dem eine Fünffingerige Handwühle von einer Gefleckten Nachtschlange (Hypsiglena torquata) gefressen wurde. Allgemein scheint der Selektionsdruck durch Fressfeinde jedoch eher gering zu sein. Das zeigt sich auch in der Anzahl der Individuen mit einem zur Abwehr abgeworfenen Schwanz. Bei Bipes biporus zeigten nur 2,7 % der untersuchten Exemplare Anzeichen für einen abgeworfenen Schwanz. Bei den anderen Vertretern der Gattung lag der Anteil mit 10,2 % (Bipes canaliculatus) und 17,0 % (Bipes tridactylus) wesentlich höher.

## Verbreitung
Das Vorkommen der Art beschränkt sich auf den südwestlichen Teil der Halbinsel Niederkalifornien. Das Verbreitungsgebiet deckt sich im Wesentlichen mit der Ausdehnung der Vizcaíno-Wüste im Norden und die Magdalena Ebene im Süden. Beide Gebiete sind durch lockere, sandige Böden mit Strauchbewuchs charakterisiert.

## Forschungsgeschichte
Die Art wurde 1894 erstmals von Edward Drinker Cope beschrieben und zunächst einer eigenen Gattung (Euchirotes) zugeordnet. Später wurde die Art gemeinsam mit der Dreifingerigen Handwühle (Bipes tridactylus) und der Vierfingerigen Handwühle (Bipes canaliculatus) in die Gattung Bipes gestellt.